# 佐伯宮成
佐伯 宮成（さえき の みやなり）は、平安時代初期の貴族。姓は宿禰。官位は従五位下・右兵衛権佐。

## 経歴
承和元年（834年）左近衛将曹の官職にあった際、朝廷に対して白い烏を献上した。
承和6年（839年）従五位下に叙爵し、右馬助に任ぜられる。承和9年（842年）に発生した承和の変では、右近衛少将・藤原富士麻呂と共に武術に優れた近衛を率いて、謀反が疑われた春宮坊帯刀・伴健岑と但馬権守・橘逸勢の私邸を包囲して身柄を拘束する。次いで、左衛門権佐・藤原岳雄と共に近衛を率いて、大納言・藤原愛発、中納言・藤原吉野、参議・文室秋津を拘束して幽閉するなど、変の鎮圧に武力面で中心的な役割を果たしている。変後間もなく右兵衛権佐に遷った。

## 官歴
『続日本後紀』による。
- 承和元年（834年） 11月11日：見左近衛将曹
- 時期不詳：正六位上
- 承和6年（839年） 正月7日：従五位下。2月18日：右馬助
- 承和9年（842年） 7月25日：右兵衛権佐